# 1659 Punkaharju
1659 Punkaharju (1940 YL) là một tiểu hành tinh vành đai chính được phát hiện ngày 28 tháng 12 năm 1940 bởi Yrjö Väisälä ở Turku. Nó được đặt theo tên the municipality thuộc Punkaharju, Phần Lan.